# Methanopyrus kandleri
Methanopyrus
Genre
Espèce
Methanopyrus kandleri, unique représentant du genre Methanopyrus, est une espèce d'archées méthanogène hyperthermophile, découverte à 2 000 m de profondeur sur les parois d'une cheminée hydrothermale dans le golfe de Californie, où elle se développe à une température de 84 à 110 °C. Sa multiplication a par ailleurs été observée in vitro à une température de 122 °C et une pression de 40 MPa (près de 395 atm). Elle croît dans un environnement riche en hydrogène H2 et en dioxyde de carbone CO2, utilisant le premier pour réduire le second en méthane CH4.

## Publication originale
- (en + de) Margit Kurr, Robert Huber, Helmut K�nig, Holger W. Jannasch, Hans Fricke, Antonio Trincone, Jakob K. Kristjansson et Karl O. Stetter, « Methanopyrus kandleri, gen. and sp. nov. represents a novel group of hyperthermophilic methanogens, growing at 110°C », Archives of Microbiology, Springer Science+Business Media, vol. 156, no 4,‎ septembre 1991, p. 239-247 (ISSN 0302-8933, 1432-072X et 0003-9276, OCLC 2239811, DOI 10.1007/BF00262992).